# Horacio Howard
Horacio Howard (3 de diciembre de 1905-6 de junio de 1983) fue un militar argentino, perteneciente a la Armada, que alcanzó el grado de capitán de navío. Se desempeñó como gobernador marítimo del Territorio de la Tierra del Fuego entre enero y diciembre de 1948.

## Biografía
Nació en 1905. Ingresó en la Armada Argentina en 1920 como aspirante, egresando de la Escuela Naval Militar en 1927 como guardiamarina, integrando la promoción 52. Realizó su viaje de instrucción el fragata ARA Presidente Sarmiento, en su viaje de instrucción XXIV.
A lo largo de su carrera naval, cumplió funciones en la Escuela Naval Militar, la Tercera Región Naval y la Base Naval Puerto Belgrano, así como en los buques ARA Bahía Blanca, ARA Buenos Aires, ARA 1.º de Mayo, ARA Paraná y ARA Veinticinco de Mayo, entre otros. Entre 1939 y 1941, siendo teniente de navío, fue comandante del submarino ARA Salta.
Entre enero y diciembre de 1948, se desempeñó como gobernador marítimo del Territorio de la Tierra del Fuego, designado por el presidente Juan Domingo Perón. Durante su mandato, llegó a Ushuaia un grupo de 600 inmigrantes italianos, asentándose en un nuevo barrio. También se inauguró en dicha ciudad la estación aeronaval y las oficinas del correo.
Pasó a retiro en 1958 con el grado de capitán de navío, el cual alcanzó en 1948. Falleció en junio de 1983, a los 77 años.